# Władysław Drozdowski

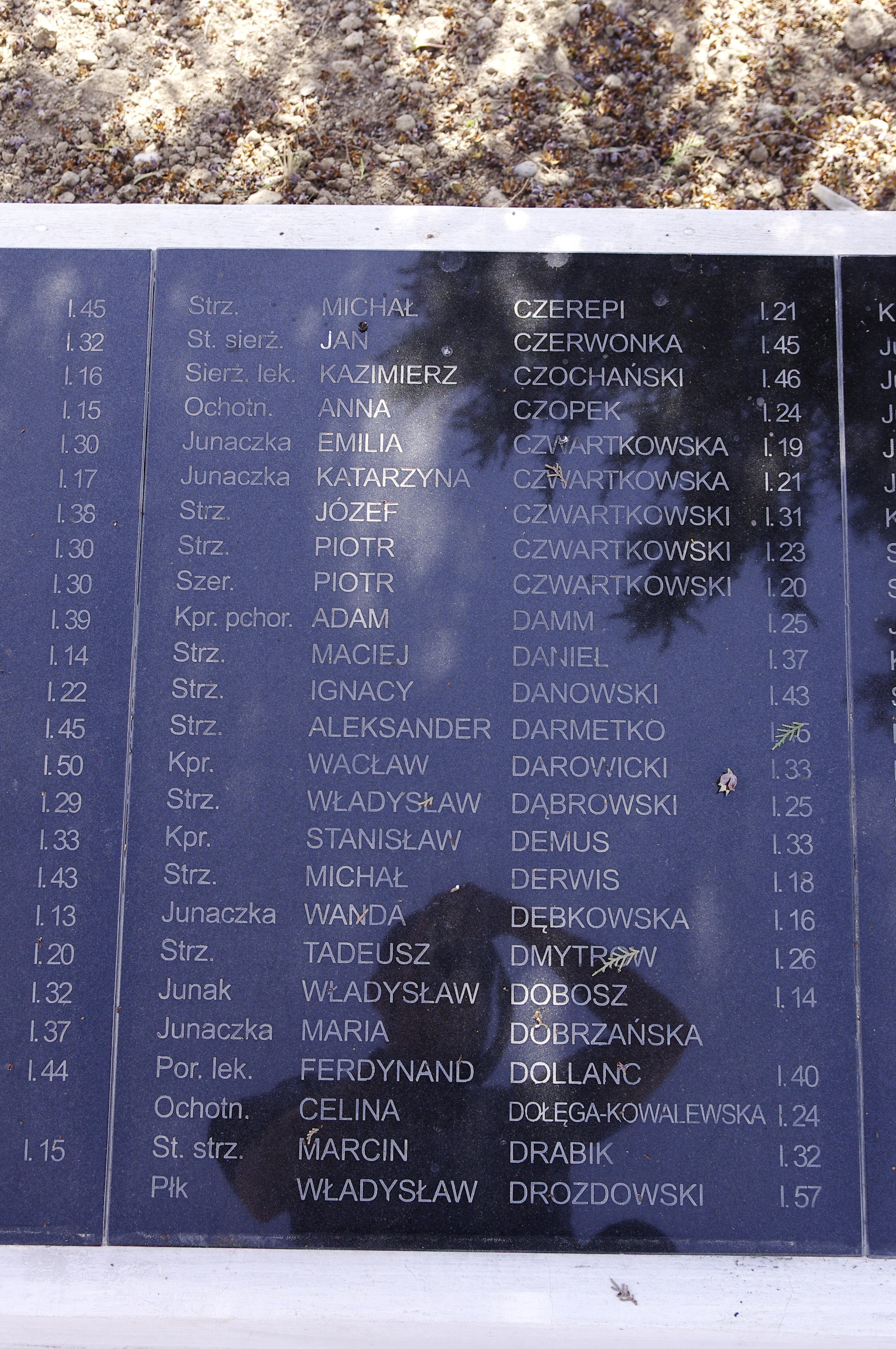
Tablica z nazwiskiem płk. W. Drododwskiego na cmentarzu w Guzar

Władysław Drozdowski (ur. 22 stycznia 1885 w Ratajniszkach, zm. w październiku 1942 w ZSRR) – pułkownik uzbrojenia Wojska Polskiego.

## Życiorys
Urodził się 22 stycznia 1885 w Ratajniszkach (późniejsze województwo wileńskie).
Po odzyskaniu przez Polskę niepodległości został przyjęty do Wojska Polskiego. Został awansowany do stopnia podpułkownika w artylerii ze starszeństwem z dniem 1 czerwca 1919. Jako oficer w tymczasowym stanie i etacie przejściowym, przynależny do 3 pułku artylerii polowej z Zamościa. W 1923 był przydzielony do Rezerwy Oficerów Sztabowych Dowództwa Okręgu Korpusu Nr IX w Brześciu. Następnie został odkomenderowany do Komendy Obozu Ćwiczeń Brześć nad Bugiem. W październiku 1924 został przeniesiony do 20 pułku artylerii polowej w Prużanie na stanowisko zastępcy dowódcy pułku. W maju 1927 został wyznaczony na stanowisko dowódcy tego pułku. Został awansowany do stopnia pułkownika w artylerii ze starszeństwem z dniem 1 stycznia 1930. W czerwcu 1931 został szefem Szefostwa Uzbrojenia Okręgu Korpusu Nr VIII w Toruniu. W grudniu 1932 został przeniesiony do korpusu oficerów uzbrojenia z pozostawieniem na zajmowanym stanowisku szefa uzbrojenia OK VIII. Z dniem 31 sierpnia 1935 został przeniesiony w stan spoczynku.
Podczas II wojny światowej był pułkownikiem Polskich Sił Zbrojnych w ZSRR. Zmarł w październiku 1942 na obszarze ZSRR. Został pochowany na Polskim Cmentarzu Wojennym w Guzar.

## Ordery i odznaczenia
- Krzyż Walecznych
- Złoty Krzyż Zasługi (24 maja 1929)[15]